# Michał Tajchman

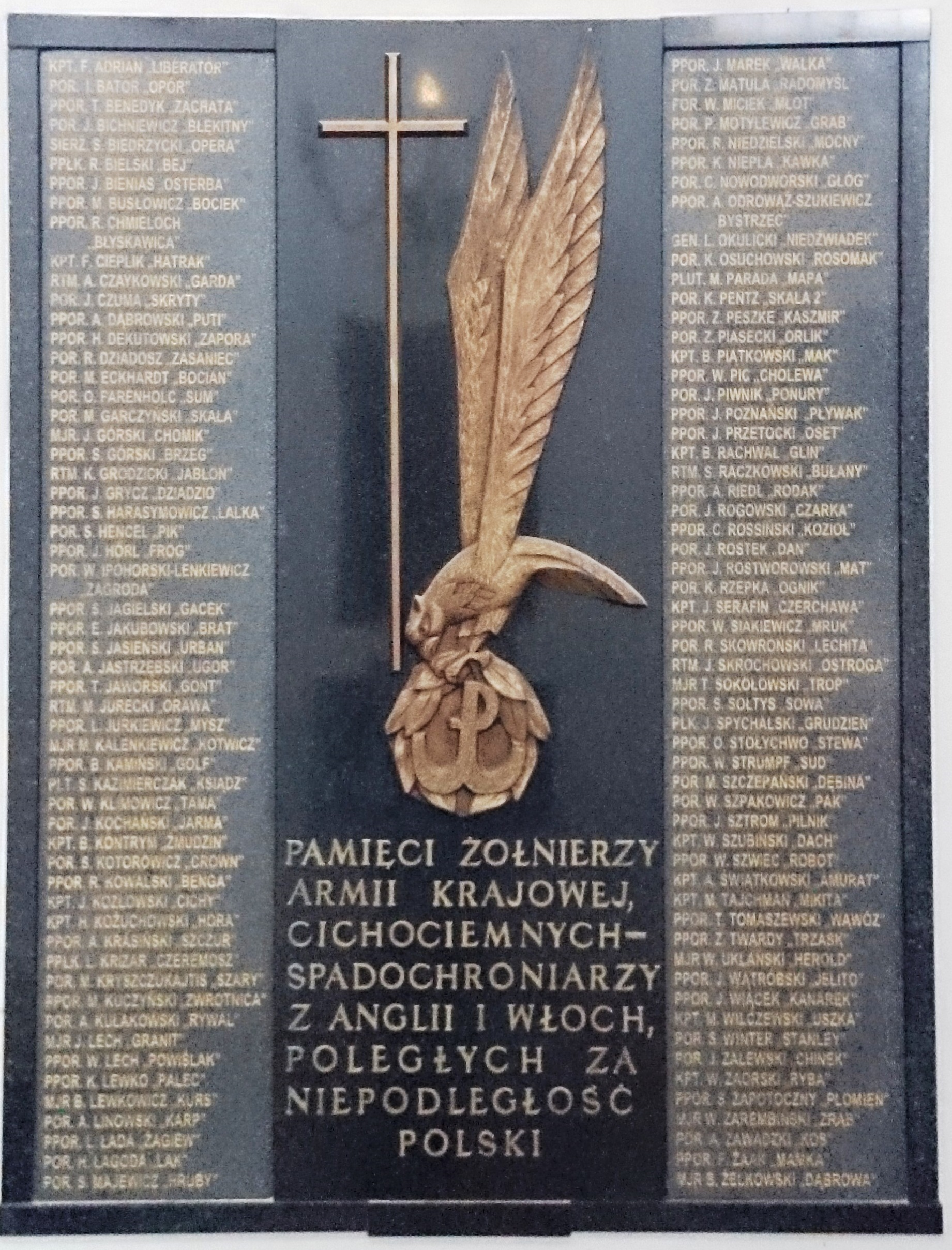
Tablica w kościele św. Jacka w Warszawie, upamiętniająca poległych cichociemnych, w tym Michała Tajchmana

Michał Tajchman vel Michał Szpunar vel Wincenty Luskowski pseud.: Mikita, Tyran (ur. 7 września 1910 w Wysokiej, zm. 4 sierpnia 1944 w Warszawie) – oficer Wojska Polskiego, Polskich Sił Zbrojnych i Armii Krajowej, major pilot służby stałej, lotnictwa bombowego oraz specjalnego, uczestnik powstania warszawskiego, cichociemny.

## Życiorys
Uczył się w szkole powszechnej w Wysokiej, od 1921 roku w Państwowym Gimnazjum im. Henryka Sienkiewicza w Łańcucie, w roku 1931 zdał egzamin dojrzałości. Działał w Przysposobieniu Wojskowym. Od 1 października 1931 roku słuchacz Szkoły Podchorążych Rezerwy Piechoty nr 2 w Biedrusku, następnie od 1 października 1932 roku w Szkole Podchorążych Lotnictwa w Dęblinie. Po jej ukończeniu awansowany na stopień podporucznika, ze starszeństwem od 15 sierpnia 1934 roku. Przydzielony jako młodszy oficer w 24 oraz 22 eskadrze liniowej 2 Pułku Lotniczego w Krakowie. Od sierpnia do października 1934 roku uczestnik kursu szybowcowego w Ustianowej. Awansowany na stopień porucznika ze starszeństwem od 19 marca 1938 roku. Od października do grudnia 1938 roku uczestnik kursu meteorologicznego w Instytucie Meteorologicznym w Warszawie. Od 19 listopada 1938 roku uczestnik kampanii zaolziańskiej w 24 eskadrze, od 1 sierpnia 1939 roku dowódca stacji meteorologicznej 2 Pułku Lotniczego w Krakowie.
W kampanii wrześniowej 1939 roku jako dowódca stacji meteo w bazie 2 PL, po ewakuacji do Lwowa na rozkaz płk. pil. Bolesława Stachonia, dowódcy lotnictwa i obrony przeciwlotniczej Armii „Pomorze” wraz z podwładnymi stacji meteo oraz elewami Szkoły Podchorążych Lotnictwa 17 września w Śniatyniu przekroczył granicę polsko-rumuńską. Od 21 września we Frecatii jako opiekun szkoły, potem od 27 września w Statinie, następnie przez Dragasani, Bukareszt dotarł 5 listopada do Balcic (Rumunia), później przez Maltę 13 listopada do Marsylii (Francja). 26 listopada 1939 roku w Lyonie wstąpił do Polskich Sił Powietrznych we Francji. 
Po upadku Francji ewakuowany, 27 czerwca 1940 roku dotarł do Liverpoolu (Wielka Brytania). Od 1 lipca w 301 Dywizjonie Bombowym Ziemi Pomorskiej w Blackpool, od 13 sierpnia w ośrodku szkoleniowym w Benson. Od 21 września 1940 roku w bazie RAF w Penrhos, od 5 grudnia w dywizjonie 110 w Ringway. Od 7 grudnia w jednostce dowodzenia Sił Powietrznych w Cardiff, następnie w Gatwick, od 6 stycznia 1941 roku ponownie w Cardiff, następnie na kursie strzelców pokładowych w West Freugh. Od 14 lutego 1941 roku przydzielony do 301 Dywizjonu Bombowego Ziemi Pomorskiej, od 15 sierpnia w szkole artyleryjskiej w Castle Kennedy. Od 11 września w 138 Dywizjonie RAF w Linton, od 3 stycznia 1942 roku w Stradishal. Uczestnik wielu operacji bombowych nad kontynentem, wykonał 26 lotów bojowych jako tylny strzelec. 11 sierpnia 1941 roku odznaczony Virtuti Militari, czterokrotnie Krzyżem Walecznych, awansowany na stopień kapitana ze starszeństwem od 1 września 1941 roku. Jako strzelec uczestniczył w lotach specjalnych SOE do Polski, m.in. w operacjach zrzutowych cichociemnych: „Jacket”, „Shirt”, „Collar”.
Zgłosił się do służby w kraju. Przeszkolony ze specjalnością w lotnictwie na kursach specjalnych dla kandydatów na cichociemnych, m.in. sztabów lotniczych (Londyn), dywersyjno-strzeleckim (STS 25a, Garramour), podstaw wywiadu (STS 34, Bealieu), spadochronowym (STS 51, Ringway), odprawowym, i in. Zaprzysiężony na rotę ZWZ/AK 3 kwietnia 1942 roku w Oddziale VI (Specjalnym) Sztabu Naczelnego Wodza w Londynie. Od 31 października 1942 roku na stacji wyczekiwania na lot do Polski.
Skoczył ze spadochronem do okupowanej Polski w nocy 26/27 stycznia 1943 roku w sezonie operacyjnym „Intonacja”, w operacji lotniczej „Gauge” dowodzonej przez por. naw. Radomira Walczaka, po starcie z lotniska RAF Tempsford, z samolotu Halifax DT-727 „K” (138 Dywizjon RAF) na placówkę odbiorczą „Żubr” 208 (kryptonim polski, brytyjskie oznaczenie numerowe pinpoints), w rejonie miejscowości Promnik (na skraju lasu) 14 km od Kielc. Razem z nim skoczyli: kpt. Florian Adrian ps. Liberator, kpt. Wacław Pijanowski ps. Dym, ppor. Stanisław Sołtys ps. Sowa. 
Po aklimatyzacji do realiów okupacyjnych w Warszawie przydzielony do Wydziału Lotnictwa Oddziału III Komendy Głównej AK, od czerwca 1943 roku jako kierownik referatu lotniczego. Wraz z płk. Adamem Kurowskim ps. Artur, kpt. NN ps. Bukowski oraz por. Kazimierzem Chorzewskim ps. Żubr współautor opracowań nt. zastosowania nowoczesnego sprzętu lotniczego w działalności konspiracyjnej. Awansowany na stopień majora ze starszeństwem od 1 września 1943 roku. 
W powstaniu warszawskim nadal jako kierownik referatu lotnictwa. Poległ wraz z żoną oraz dzieckiem 4 sierpnia, prawdopodobnie po wyjściu z płonącego budynku Lardellich przy ul. Polnej 30, po zajęciu budynku przez Niemców. Wg. niektórych relacji miał zostać aresztowany razem z cichociemnym por. cc Ignacym Batorem ps. Opór. Według mniej prawdopodobnych innych relacji, w pierwszych dniach Powstania zamordowany przez Niemców w gmachu Gestapo w Warszawie, przy Al. Szucha. Według Polish Air Force Association in Great Britain mógł zostać zamordowany przez bezpiekę 9 maja 1946 roku, na co ma wskazywać „Odpis skrócony aktu zejścia”, wystawiony 5 listopada 1946 roku przez Urząd Stanu Cywilnego Warszawa Śródmieście (nr I 4850/49).

## Awanse
- podporucznik – ze starszeństwem od 15 sierpnia 1934 roku
- porucznik – ze starszeństwem od 19 marca 1938 roku i 76. lokatą w korpusie oficerów lotnictwa, grupa liniowa[3]
- kapitan – ze starszeństwem od 1 września 1941 roku
- major – ze starszeństwem od 1 września 1943 roku[1]

## Ordery i odznaczenia
- Krzyż Srebrny Orderu Virtuti Militari nr 9135[4] – 11 sierpnia 1941 roku
- Krzyż Walecznych – czterokrotnie
- Medal Lotniczy – czterokrotnie[5]
- Medal Wojska[1]

## Życie rodzinne
Był synem Michała, rolnika i tkacza, i Małgorzaty z domu Szpunar. W 1943 roku ożenił się z Małgorzatą Lardelli. Mieli córkę Elżbietę (1944).
Miał brata Józefa (1914–1944) kpr ZWZ-AK ps. Słowik, uczestnika wielu akcji bojowych, m.in. zdobycia niemieckiego magazynu z bronią i amunicją w Nienadowej (2/3 marca 1942 roku), odbicia więźniów z posterunku pomocniczej policji ukraińskiej w Żołyni (24/25 kwietnia 1943 roku), ataku na posterunek pomocniczej policji ukraińskiej w Sieniawie (25–26 czerwca 1943 roku) oraz akcji rozbicia koszar junackich w Pełkiniach (31 grudnia 1943/1 stycznia 1944 roku). Ranny w boju podczas akcji „Burza” pod Łańcutem z końcem lipca 1944 roku, po walce ujęty przez niemiecką żandarmerię i zastrzelony.

## Upamiętnienie
W lewej nawie kościoła św. Jacka przy ul. Freta w Warszawie odsłonięto w 1980 roku tablicę Pamięci żołnierzy Armii Krajowej, cichociemnych – spadochroniarzy z Anglii i Włoch, poległych za niepodległość Polski. Wśród wymienionych 110 poległych cichociemnych jest Michał Tajchman.